# 蘇曼帕

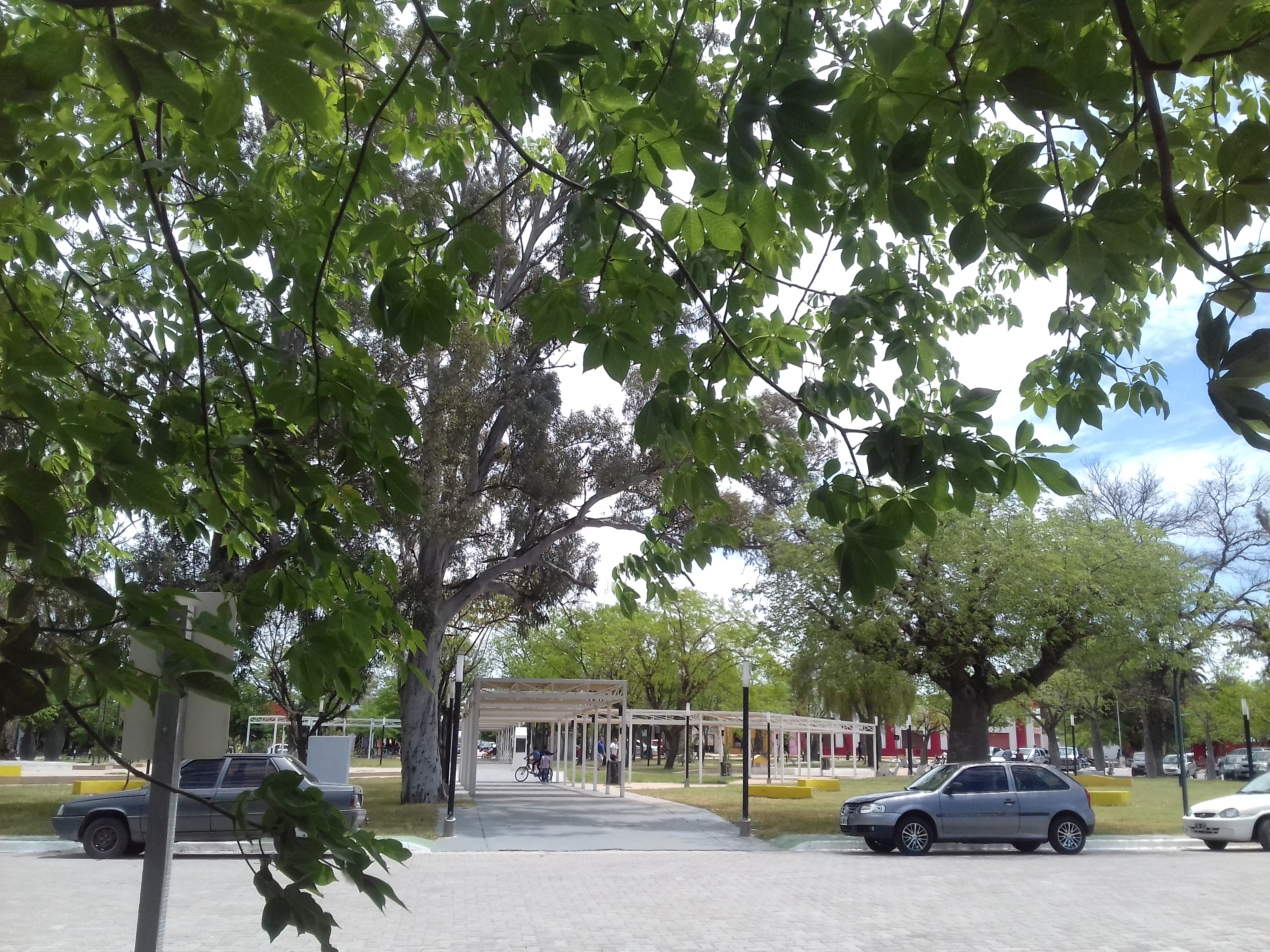
蘇曼帕

蘇曼帕（西班牙語：Sumampa），是阿根廷的城鎮，位於該國北部聖地亞哥-德爾埃斯特羅省，是克弗拉喬斯縣的首府，距離聖地亞哥-德爾埃斯特羅236公里，該地區的地震活動頻繁和低強度，2001年人口4,812。
29°22′58″S 63°28′11″W / 29.38278°S 63.46972°W